# ایربسارتان
ایربسارتان (Irbesartan) نوعی آنتاگونیست گیرنده آنژیوتانسین II است که عمدتاً برای درمان فشارخون بالا استفاده می‌شود. این دارو تحت نام‌های تجاری Aprovel, Karvea و Avapro به فروش می‌رسد.

## کاربردهای بالینی

### موارد مصرف
این دارو نیز همانند سایر داروهای آنتاگونیست گیرنده آنژیوتانسین II عمدتاً برای درمان فشارخون بالا تجویز می‌شود. این دارو ممکن است بتواند پبشرفت نفروپاتی دیابتی را به تاخیر بیندازد. ایربسارتان در کاهش پیشرفت بیماری کلیه در افراد مبتلا به دیابت نوع ۲, فشارخون بالا و میکروآلبومینوری (بیش از ۳۰ میلی گرم آلبومین در ۲۴ ساعت) یا پروتئینوری (بیش از ۹۰۰ میلی گرم در ۲۴ ساعت) نیز به کار می‌رود.

### ترکیب با سایر داروها
فرمولاسیون متشکل ازایربسارتان و هیدروکلرتیازید تحت نام‌های تجاری گوناگون در دسترس است.

### نقش در نارسایی قلبی
طی یک کارآزمایی بالینی بزرگ مشخص شد که این دارو هیچ تاثیری در بقا و پیامدهای درمانی افراد مبتلا به نارسایی قلبی ندارد.